# Safia bruma
Safia bruma là một loài bướm đêm trong họ Noctuidae.